# Hrad Vallis
Hrad Vallis je údolí vzniklé odtokem v oblasti Cebrenia na Marsu. Nachází se 38,7° severní délky a 224,7° západní šířky. Dlouhé je přibližně 825 km. Je předpokládáno, že se pod povrchem Marsu ukrývá poměrně velké množství vody ve formě ledu a některá údolí se nachází v blízkosti vulkanických oblastí. Když byla vulkanická činnost aktivní, horko účinkovalo na okolní led vypouštějící na povrch tekutou vodu, která mohla formovat známé údolí.

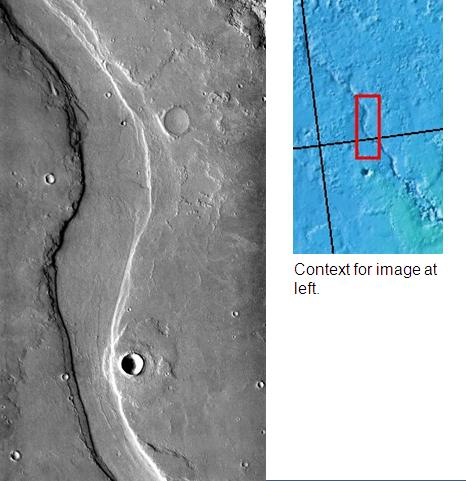
Pravděpodobný vznik údolí je po vulkanické činnosti Elysium Mons, po které roztála vrstva povrchového ledu (THEMIS).